# Плавт звичайний
Плавт звичайний (Ilyocoris cimicoides) — вид водних клопів родини плавтів (Naucoridae). 

## Поширення
Вид поширений у більшій частині Європи, на Кавказі та помірній Азії на схід до Китаю та Кореї. В Україні вид широко поширений. В основному він трапляється у спокійних водах, таких як озера, ставки, болота та калюжі, а також у водах з повільною течією, таких як канали. Перевага віддається водам з багатою рослинністю.

## Опис
У плавта звичайного  широке, слабо опукле тіло яйцеподібної форми, завдовжки близько 14—16 мм. Основний колір зеленувато-жовтий з блискучою переднеспинкою, покритою бурими крапками. Передні кінцівки хапального типу, добре пристосовані для лову жертв, якими можуть бути личинки комах, молюски і дрібні рибки. Задні кінцівки плавального типу, покриті волосками. Однак плавт не тільки добре плаває, а й повзає рослинами. Піднімаючись на поверхню водоймища, плавт запасає атмосферне повітря, наповнюючи ним вільний простір, що утворюється між злегка опуклими надкрилами та тілом.